# 덕원중학교 (대구)
덕원중학교(德元中學校)는 대한민국 대구광역시 수성구 욱수동에 있는 사립 중학교이다.

## 학교 연혁
- 1978년 8월 24일 : 학교법인 덕원학원 설립, 초대 이사장 김진원 의학 박사 취임
- 1979년 3월 20일 : 제1대 허영 교장 취임
- 1979년 7월 21일 : 황금동 신축교사로 이전
- 1980년 3월 1일 : 덕원중학교로 교명 변경
- 2001년 2월 9일 : 교지  '느티나무' 창간호 발간
- 2002년 2월 28일 : 욱수동 신축교사로 이전
- 2003년 3월 1일 : 학칙변경 (남녀공학)
- 2003년 9월 6일 : 도서관 디지털자료실 구축
- 2011년 7월 22일 : 급식소 준공
- 2014년 3월 1일 : 제7대 박철권 교장 취임
- 2017년 2월 8일 : 제38회 졸업식 거행(296명)
- 2017년 3월 2일 : 2017학년도 입학식 거행(245명)
- 2017년 3월 28일 : 제3대 김덕헌 이사장 취임
- 2018년 1월 31일 : 제39회 졸업식 거행(258명)
- 2018년 3월 2일 : 2018학년도 입학생 거행(216명)
- 2018년 3월 2일 : 제8대 손우태 교장 취임
- 2022년 1월 28일 : 제43회 졸업식 거행(252명)
- 2022년 3월 2일 : 2022학년도 입학식 거행(195명)

## 사건 사고
- 대구 중학생 자살 사건 (2011년 12월)

## 참고 자료
- 덕원중학교 - 한국교육학술정보원 학교알리미